# گنینگا
گنینگا شهری در شهرستان کودوگو در استان بولکیمده در بورکینافاسوی غربی مرکزی است جمعیت آن ۲۴۹۰ نفر است.